# Dipoena washougalia
Espèce
Dipoena washougalia est une espèce d'araignées aranéomorphes de la famille des Theridiidae.

## Distribution
Cette espèce est endémique de l'État de Washington aux États-Unis,.

## Description
Le mâle holotype mesure 1,8 mm.

## Étymologie
Son nom d'espèce lui a été donné en référence au lieu de sa découverte, Washougal.

## Publication originale
- Levi, 1953 : Spiders of the genus Dipoena from America north of Mexico (Araneae, Theridiidae). American Museum Novitates, no 1647, p. 1-39 (texte intégral).